# Affettuosa presenza
Affettuosa presenza è un film del 2004 diretto da Franco Piavoli.

## Trama
Documentario basato sulle lettere scambiate tra il poeta  e critico d'arte Alessandro Parronchi e lo scultore e poeta Umberto Bellintani.